# 移剌買奴
移剌 買奴（いらつ マイヌ、1196年 - 1235年）は、モンゴル帝国に仕えた契丹人の一人。

## 概要
買奴は早くから父の移剌捏児に従ってモンゴルの征服戦争に参加しており、 初めてチンギス・カンに満見した際に「汝は年少であるが、父の爵位を継ぐことはできるか？」と問いかけられたところ、「臣はたしかに年少でありますが、国法は些少ではありません」と答えた。これを聞いたチンギス・カンは「この子はまさに移剌捏児の息子である」と述べ、高州等処ダルガチ兼征行万戸に任じたという。
1230年（庚寅）には高麗の花涼城攻めに加わり、監軍の張翼・劉覇都が敵兵を撃滅しようとした際には怒ってこれをとどめた。その後、開州に侵攻して金朝の将の金沙密を捕虜とすると城中の民は奴婢や玉器を差し出したが、買奴はこれを受け取らなかったという。その後、更に龍州・宣州・雲州・泰州等の14城を平定した。
1233年（癸巳）にはアルチダイに従って東夏国の平定に従事した。その後呼び戻されると興州の趙祚と楊買驢ら叛乱を起こした者の討伐に派遣された。命を受けた買奴はアルチダイの指揮下に入ってこれを討伐し、董蛮を斬る功績を挙げた。また、楊買驢を険樹寨で包囲したが、3カ月たっても陥落させることができなかった。そこで買奴は劉五児なる人物に城塞の北から密かに城壁の上に行かせ、劉五児が垂らした縄から100人が城壁に上り、遂に城を陥落させた。城が陥落すると楊買驢は崖に身を投げ、この功績によりオゴデイ・カアンより金鞍良馬を与えられた。
1235年（乙未）には高麗侵攻に加わって開京まで進んだが、高麗が早々に降伏すると引き返して西京（現在の平壌）に駐留した。そこで買奴は鎮国上将軍・征東大元帥の地位を受けたが、再びモンゴルから寝返った高麗討伐のために出兵しようとした。しかし、病で40歳にして亡くなった。死後は、息子の移剌元臣が後を継いだ。